# Parc Rives-de-Seine
Het Parc Rives-de-Seine in de Franse hoofdstad Parijs bestaat uit twee autovrij gemaakte Seine-oevers. Het is een stadspark met wegen die zijn voorbehouden aan voetgangers en fietsers.
Deze twee trage wegen liggen direct aan beide oevers van de Seine in het centrum van Parijs, en omvatten de autovrij gemaakte delen van de Voie Georges-Pompidou op de rechteroever, van de Pont Neuf tot de Pont de Sully en de Port-de-l'Arsenal met als middelpunt de Jardin Federico-García-Lorca onder het stadhuis. Op de linkeroever ligt het park tussen de Pont de l'Alma en de Pont Royal.

## Geschiedenis
De tracés beneden aan de oevers ontstonden in 1967 door landwinning in de bedding van de Seine, onder de kades die de historische verkeersassen vormen langs de Seine. Ze waren toen voorbehouden aan auto's, motoren en vrachtwagens en verboden voor voetgangers. De expressweg Voie Georges-Pompidou verwerkte tot 40.000 voertuigen per dag.
In 1995 besloot het stadsbestuur om op zondag de oevers van de rivier af te sluiten voor autoverkeer, ten voordele van voetgangers. De wegen werden niet heringericht, omdat het hoofddoel een stedelijke autoweg bleef.
Sinds 2002 werden de wegen jaarlijks een maand lang (van eind juli tot eind augustus) afgesloten voor de tijdelijk aanleg van een strandzone, Paris Plages. In deze zomermaand is er altijd veel  minder verkeer in Parijs.
Begin 2013 werd de expresweg beneden op de linkeroever tussen het Musée d'Orsay en de Pont de l'Alma omgevormd tot autovrije weg en hernoemd naar Promenade des Berges-de-la-Seine-André-Gorz. In de zomer van 2016 werd ook het autoverkeer op de Voie Georges-Pompidou (rechteroever) definitief gestremd tussen de Tunnel des Tuileries en de Port de l'Arsenal.
Het Parc Rives-de-Seine werd op 2 april 2017 officieel ingehuldigd onder die naam. Het omvat de voor autoverkeer afgesloten gedeelten van de expresweg op linkeroever en van de Voie Georges-Pompidou.

## Onderdelen
Verschillende delen van de fiets- en voetgangersweg op de linkeroever zijn hernoemd als eerbetoon aan overleden personen:
- Vanaf de pont de l'Alma tot de pont des Invalides: promenade Gisèle-Halimi, met het culturele centrum voor hedendaagse kunst Fluctuart.
- Vanaf de pont des Invalides tot de voetgangersbrug Léopold-Sédar-Senghor: promenade des Berges-de-la-Seine-André-Gorz
- Vanaf deze voetgangersbrug tot de quai Anatole-France: promenade Édouard-Glissant
- Vanaf de pont Royal tot de pont du Carrousel: promenade Marceline-Loridan-Ivens

Bij het Parc Rives-de-Seine horen verschillende deelparkjes:
- Jardin du Port-de-l'Arsenal
- Jardin Federico-García-Lorca
- Jardins de l'Archipel des Berges-de-Seine-Niki-de-Saint-Phalle

## Galerij

Voie Georges-Pompidou (rechteroever)
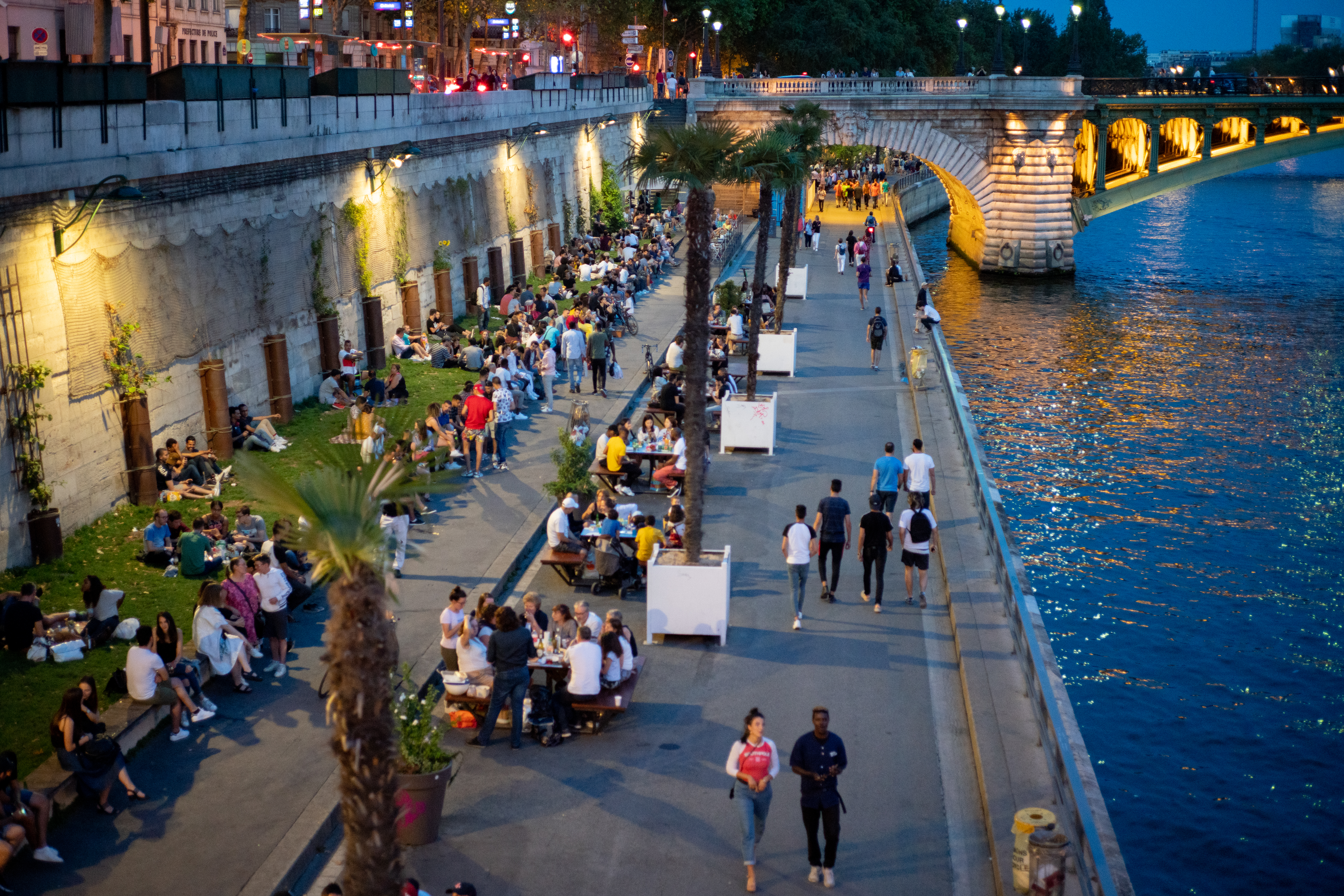
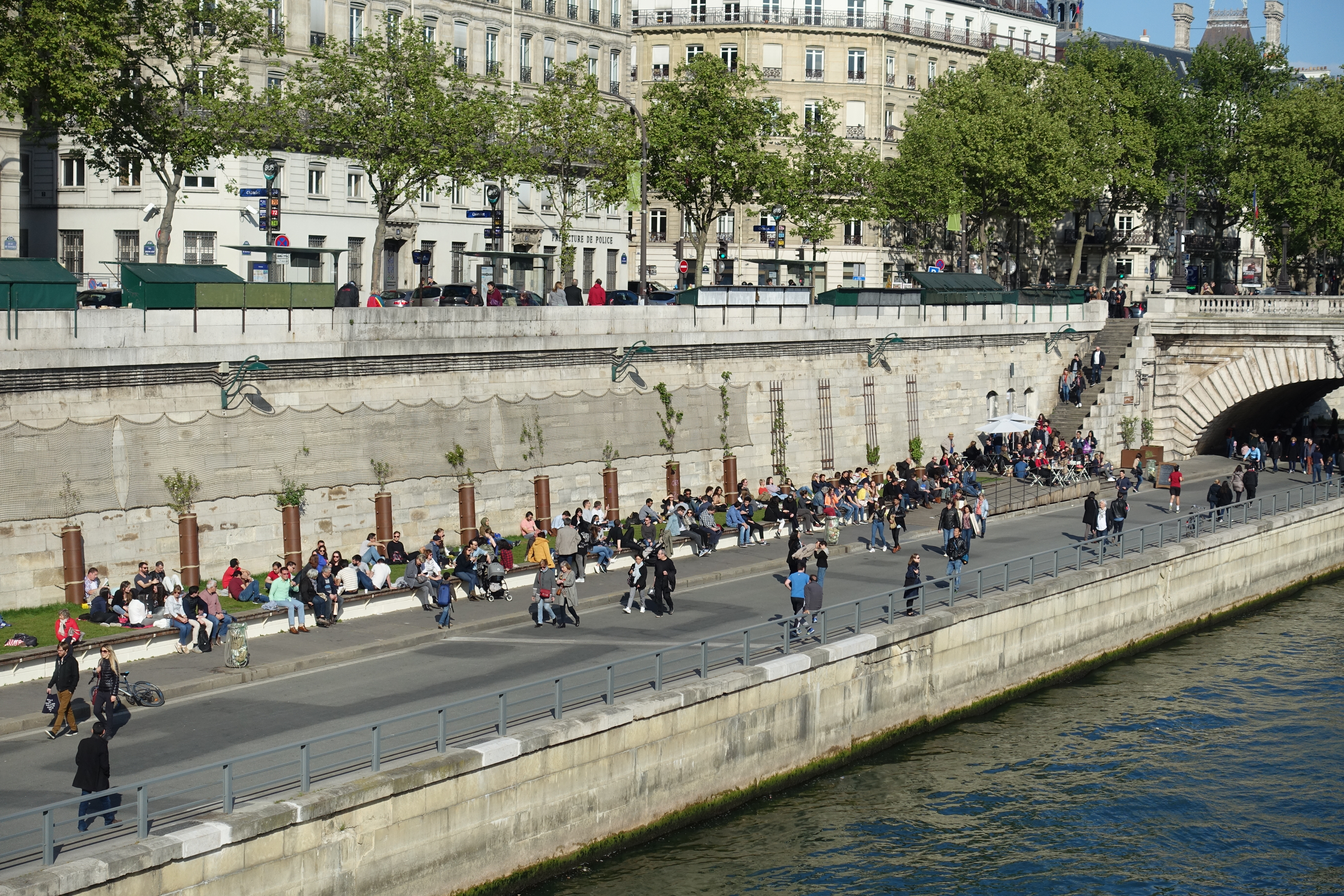
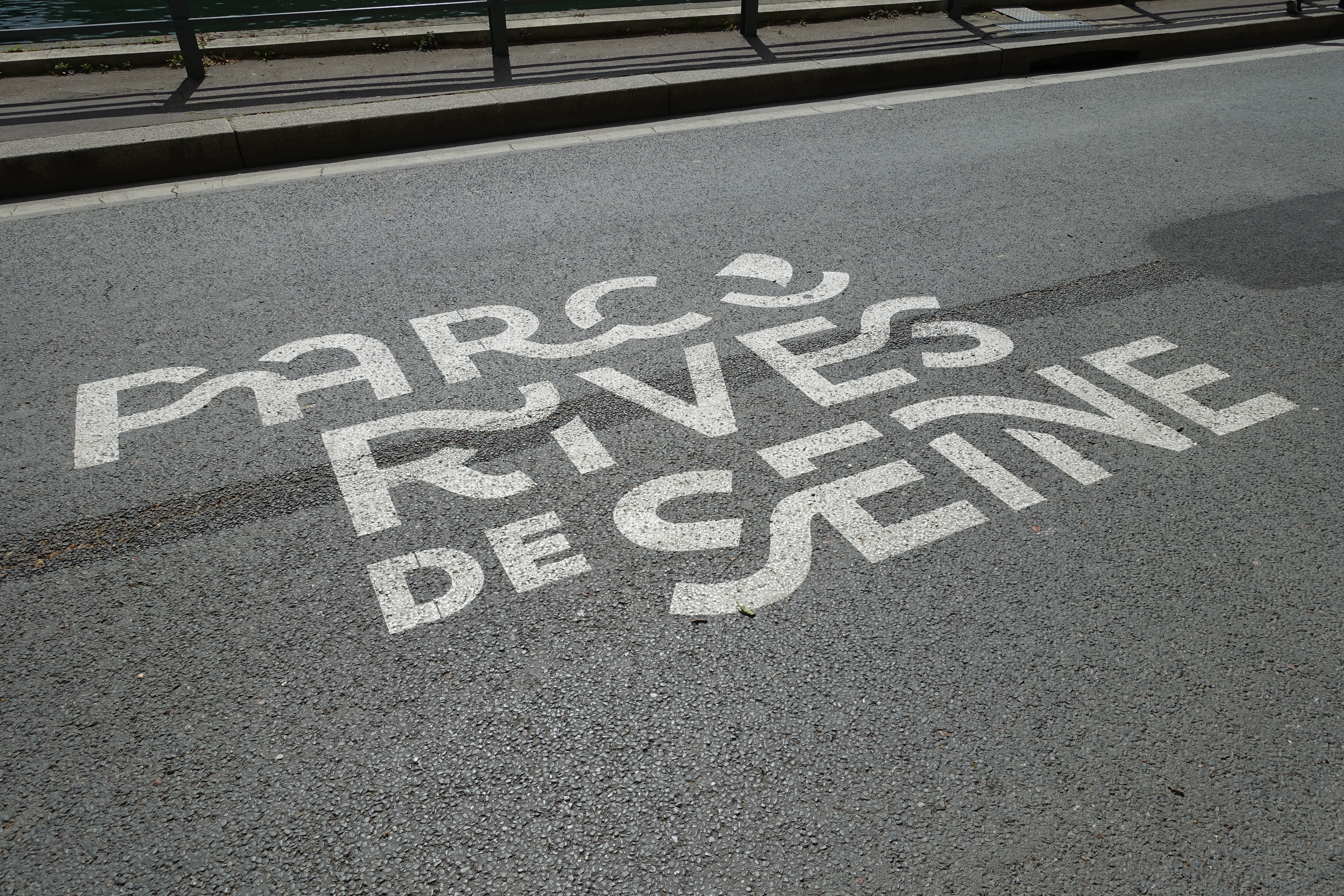
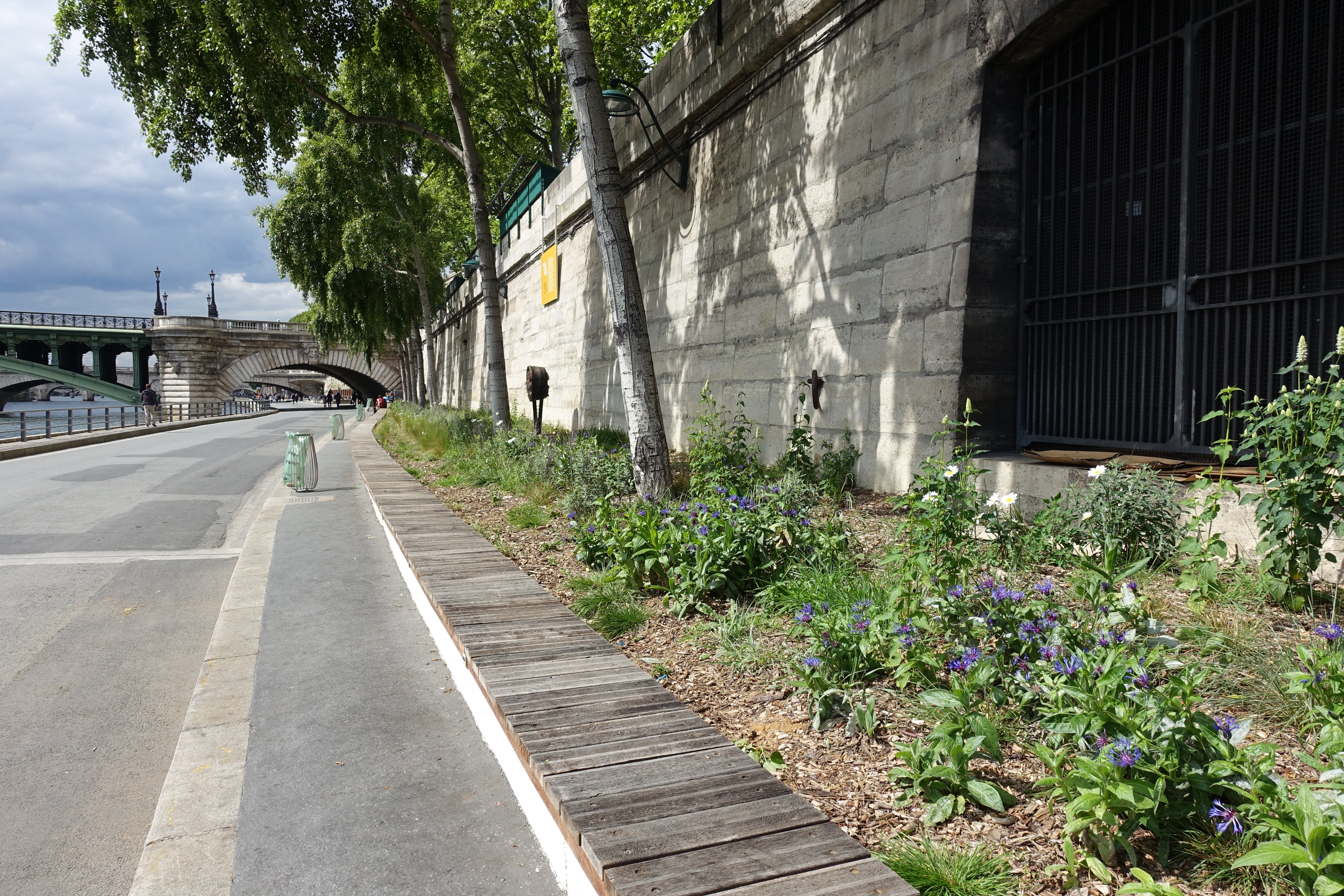
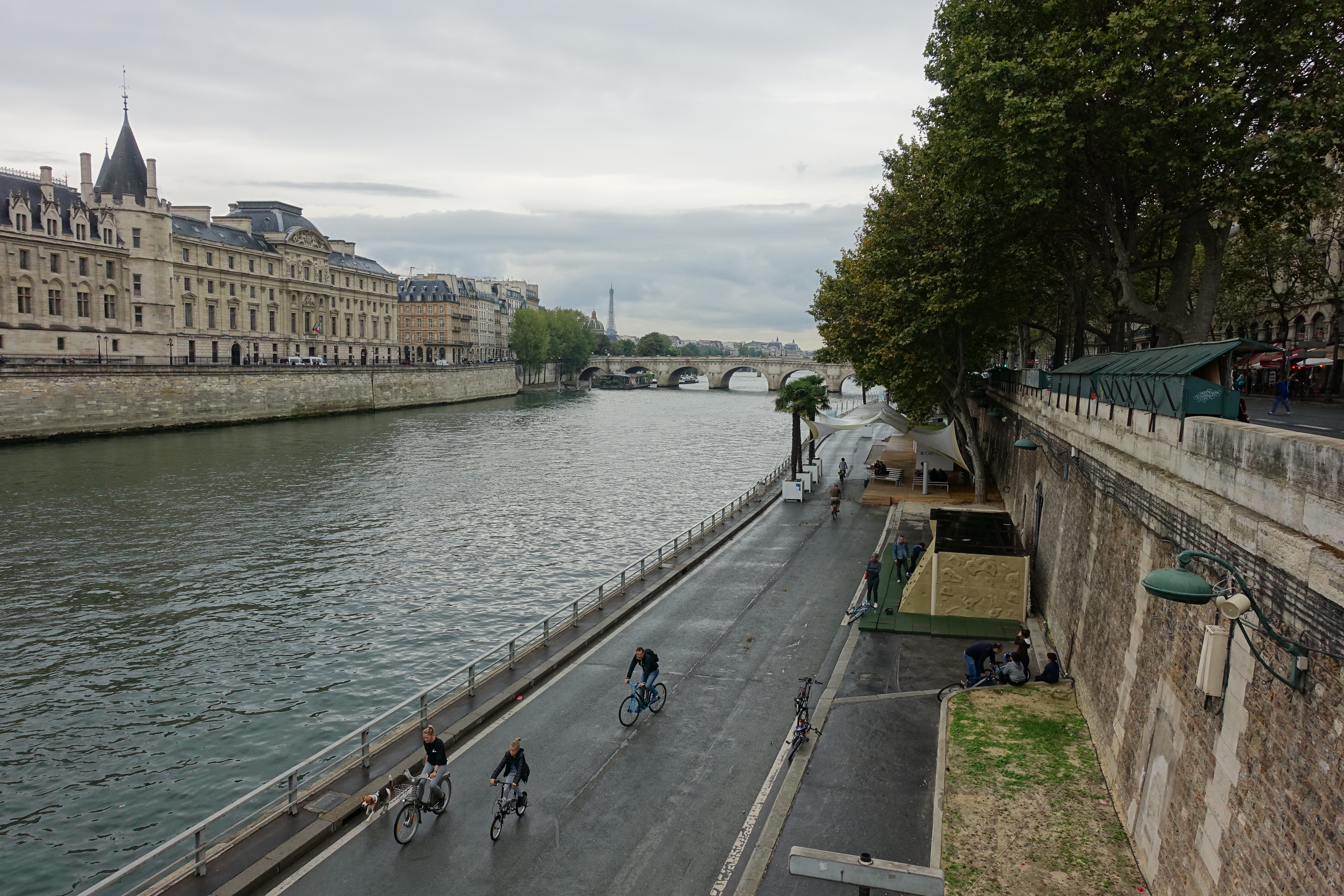
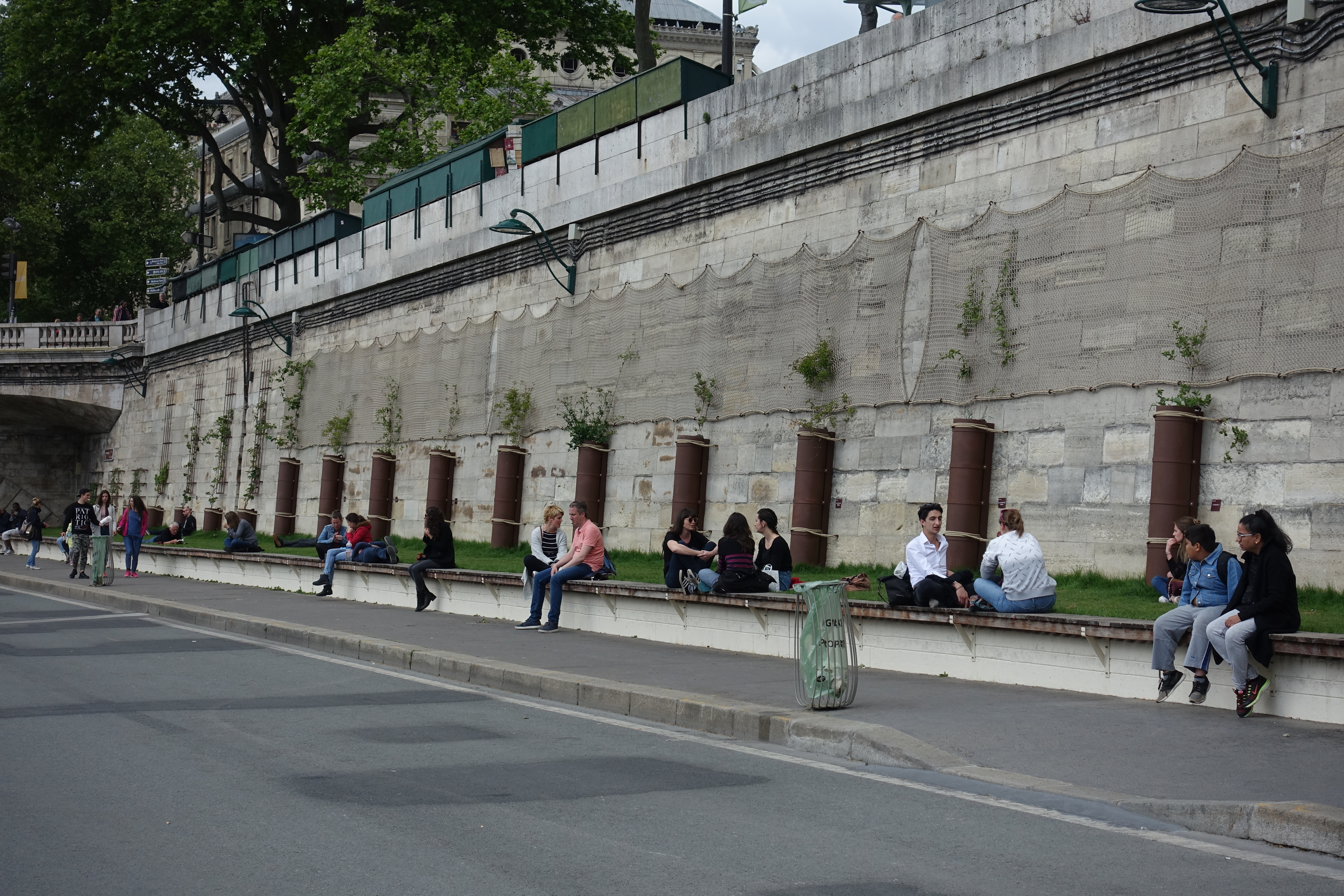
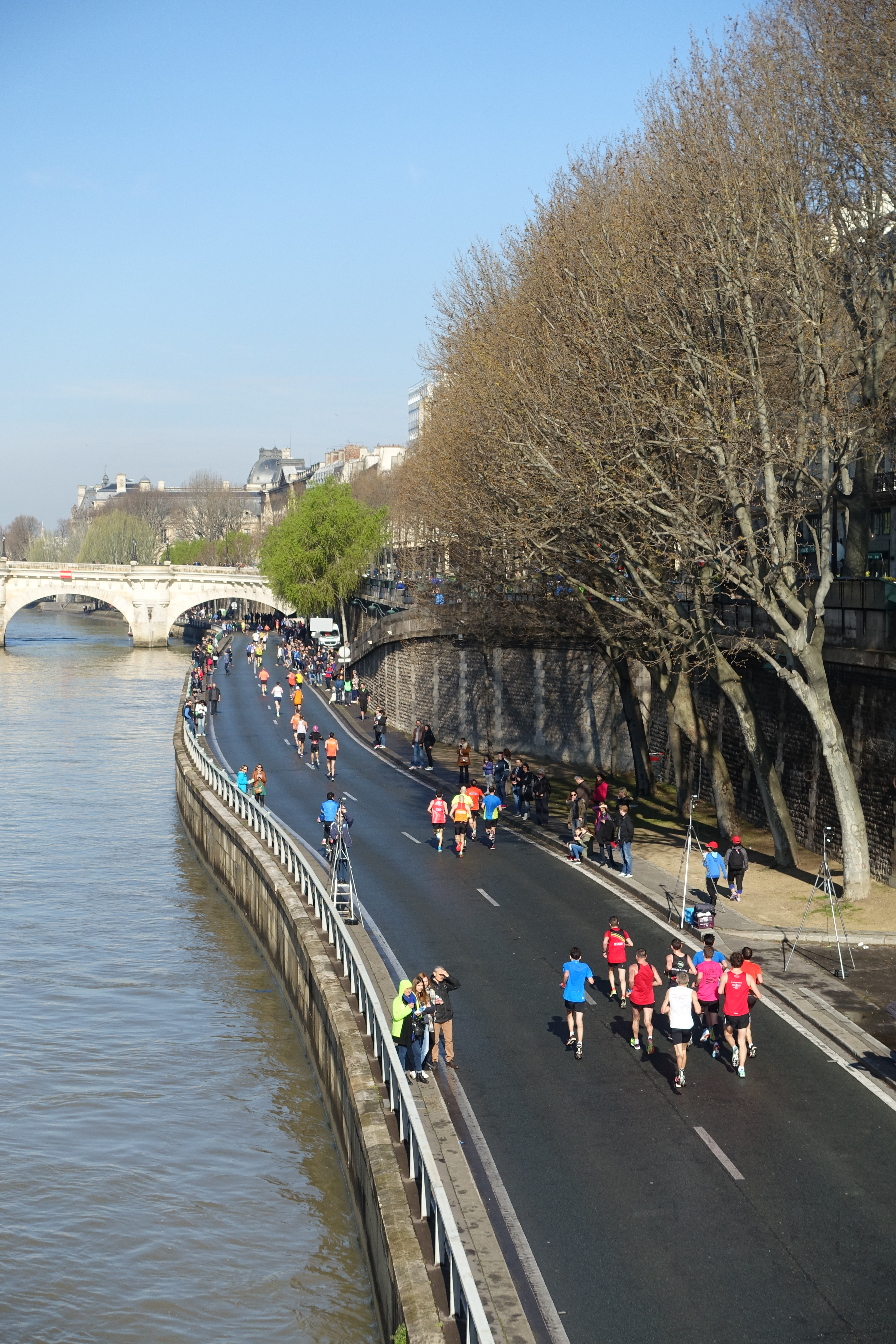
Marathon van Parijs 2016